# Camp-Perrin
Camp-Perrin (em crioulo, Kanperen), é uma comuna do Haiti, situada no departamento do Sul e no arrondissement de Les Cayes.
De acordo com o censo de 2003, sua população total é de 40.650 habitantes.